# La Defensa, Yecuatla
La Defensa är en ort i Mexiko.   Den ligger i kommunen Yecuatla och delstaten Veracruz, i den sydöstra delen av landet, 260 km öster om huvudstaden Mexico City. La Defensa ligger 223 meter över havet och antalet invånare är 404.
Terrängen runt La Defensa är varierad. Runt La Defensa är det ganska tätbefolkat, med 100 invånare per kvadratkilometer. Närmaste större samhälle är Misantla, 14,0 km väster om La Defensa. I omgivningarna runt La Defensa växer huvudsakligen savannskog.